# Slavianski (Krasnodar)
Slavianski (del ruso: Славянский) es un jútor del raión de Mostovskói del krai de Krasnodar, en el sur de Rusia. Está situado a orillas del río Chojrak, de la cuenca del Kubán a través del Labá, 38 km al noroeste de Mostovskói y 127 km al sureste de Krasnodar, la capital del krai. Tenía 735 habitantes en 2010.
Pertenece al municipio Unarokovskoye.